# Giampiero Boniperti
Giampiero Boniperti (4. červenec 1928, Barengo, Itálie – 18. června 2021, Turín, Itálie) byl italský fotbalista, fotbalový funkcionář a politik.
Hrával na pozici útočníka či pravého záložníka. Pelé ho roku 2004 zařadil mezi 125 nejlepších žijících fotbalistů. Za italskou reprezentaci odehrál 38 zápasů, v nichž vstřelil 7 branek. Hrál na dvou světových šampionátech (1950, 1954). Celou svou fotbalovou kariéru strávil v jediném klubu, Juventusu. Získal s ním pět titulů (1949/50, 1951/52, 1957/58, 1959/60, 1960/61) a dva domácí poháry (1958/59, 1959/60). V letech 1971–1990 a 1991–1994 byl prezidentem Juventusu.
V letech 1994–1999 byl poslancem Evropského parlamentu za pravicové hnutí Forza Italia.

## Kariéra

### Klubová
Přezdívaný svými soupeři "Marisa" (přezdívku, kterou mu dal hráč Benito Lorenzi) kvůli svým blonďatým vlasům. První utkání za Bianconeri odehrál 2. března 1947 proti Milánu (1:2). První branku vstřelil 8. června 1947 proti Sampdorii (3:0). Od sezony 1947/48 již hrál stabilně a nastoupil do 40 utkání v nichž dal 27 branek, což mu zajistilo korunu střelců. V lize obsadil 3. místo a vítězem se stal městský rival Turín FC. Navzdory věčné rivalitě, oblékl jednou dres s býkem na dresu. Stalo se tak 26. května 1949 na počest týmu Grande Torino, který zahynul o několik týdnů dříve při tragédii Superga, při charitativním utkání na pomoc rodinám obětí.
První titul získal v sezoně 1949/50 a další přidal 1951/52. Poté následoval klubový útlum. Do sezony 1956/57 se klub umístil dvakrát na 2. místě, ale další titul nezískal. Až v sezoně 1957/58 se podařilo znovu získat titul a tím si klub vysloužil si nad klubovým znakem přišít zlatou hvězdu za desátý titul. Titul se vyhrál i díky novým hráčům co přišli do klubu. Nově příchozí útočníci Omar Sívori a John Charles se stali spolu Giampierem slavnou trojku, které se říkalo Trio Magico.
Brzy následoval čtvrtý (1959/60) a páté titul (1960/61), na které se vzpomíná jako na jeden z nejsilnějších týmů všech dob. Hned po těchto triumfech se Giampiero v roce 1961 rozhodl ukončit kariéru ve věku 33 let. Poslední utkání odehrál 4. června proti Bari (1:1).
Když celkem po 469 utkání ve kterých vstřelil 188 branek skončil, zanechal po sobě v Juventusu mnoho rekordů. Do 30. října 2010 držel rekord v počtu gólů v lize: 178 branek (tehdy jej překonal pouze Alessandro Del Piero), zatímco do 5. února téhož roku držel rekord v počtu odehraných zápasů v nejvyšší soutěži: 445 (opět jej překonal Alessandro Del Piero). 

### Reprezentační
Poprvé hrál v národním týmu 9. listopadu 1947 při porážce (1:5) proti Rakousku. Reprezentační dres znovu oblékl po dvou letech, 22. května 1949, několik týdnů po tragédii Supergy, při níž zahynuli fotbalisté Grande Torino. V utkání vstřelil první branku a to do sítě Rakouska (3:1).
Reprezentoval v době kdy Italský fotbal nesklízel úspěchy, a to i kvůli tragédii Superga, které pokračovalo i v následujícím desetiletí. Zúčastnil se dvou turnajů MS (MS 1950 a MS 1954). Byl idolem fanoušků a pevným pilířem národního týmu. Nastoupil do 38 zápasů a vstřelil 8 branek. V roce 1952 zastával funkci kapitána. Z národního týmu odešel v roce 1960. Je jediným hráčem, který vstřelil branku ve třech různých desetiletích, od roku 1940 do roku 1960.

## Statistika

### Klubová
| Sezóna  | Klub     | Liga    | Liga   | Liga | Ligové poháry | Ligové poháry | Ligové poháry | Kontinentální poháry | Kontinentální poháry | Kontinentální poháry | Celkem | Celkem |
| Sezóna  | Klub     | Soutěž  | Zápasy | Góly | Soutěž        | Zápasy        | Góly          | Soutěž               | Zápasy               | Góly                 | Zápasy | Góly   |
| ------- | -------- | ------- | ------ | ---- | ------------- | ------------- | ------------- | -------------------- | -------------------- | -------------------- | ------ | ------ |
| 1946/47 | Juventus | Serie A | 6      | 5    | -             | 0             | 0             | -                    | 0                    | 0                    | 6      | 5      |
| 1947/48 | Juventus | Serie A | 40     | 27   | -             | 0             | 0             | -                    | 0                    | 0                    | 40     | 27     |
| 1948/49 | Juventus | Serie A | 32     | 15   | -             | 0             | 0             | -                    | 0                    | 0                    | 32     | 15     |
| 1949/50 | Juventus | Serie A | 35     | 21   | -             | 0             | 0             | -                    | 0                    | 0                    | 35     | 21     |
| 1950/51 | Juventus | Serie A | 37     | 22   | -             | 0             | 0             | -                    | 0                    | 0                    | 37     | 22     |
| 1951/52 | Juventus | Serie A | 33     | 19   | -             | 0             | 0             | -                    | 0                    | 0                    | 33     | 19     |
| 1952/53 | Juventus | Serie A | 29     | 7    | -             | 0             | 0             | -                    | 0                    | 0                    | 29     | 7      |
| 1953/54 | Juventus | Serie A | 30     | 14   | -             | 0             | 0             | -                    | 0                    | 0                    | 30     | 14     |
| 1954/55 | Juventus | Serie A | 27     | 9    | -             | 0             | 0             | -                    | 0                    | 0                    | 27     | 9      |
| 1955/56 | Juventus | Serie A | 31     | 6    | -             | 0             | 0             | -                    | 0                    | 0                    | 31     | 6      |
| 1956/57 | Juventus | Serie A | 24     | 4    | -             | 0             | 0             | -                    | 0                    | 0                    | 24     | 4      |
| 1957/58 | Juventus | Serie A | 34     | 8    | IP            | 6             | 1             | -                    | 0                    | 0                    | 40     | 9      |
| 1958/59 | Juventus | Serie A | 26     | 8    | IP            | 3             | 0             | PMEZ                 | 2                    | 0                    | 31     | 8      |
| 1959/60 | Juventus | Serie A | 31     | 7    | IP            | 3             | 0             | -                    | 0                    | 0                    | 34     | 7      |
| 1960/61 | Juventus | Serie A | 28     | 6    | IP            | 1             | 0             | PMEZ                 | 1                    | 0                    | 30     | 6      |
| Celkově | Celkově  | Celkově | 443    | 178  | -             | 13            | 1             | -                    | 3                    | 0                    | 459    | 179    |

### Reprezentační

#### Statistika na velkých turnajích
| Reprezentace | Rok     | Zápasy                      | Zápasy | Zápasy    | Zápasy           | Zápasy           | Zápasy   |
| Reprezentace | Rok     | Fáze turnaje                | Datum  | Soupeř    | Odehraných minut | Vstřelené branky | Výsledek |
| ------------ | ------- | --------------------------- | ------ | --------- | ---------------- | ---------------- | -------- |
| Itálie       | MS 1950 | 1 zápas ve skupině          | 25. 6. | Švédsko   | 90               | 0                | 2:3      |
| Itálie       | OH 1952 | Neodehrál žádné ze 2 utkání |        |           |                  |                  |          |
| Itálie       | MS 1954 | 1 zápas ve skupině          | 17. 6. | Švýcarsko | 90               | 1                | 1:2      |

#### Reprezentační branky
| Gól | Datum        | Stadion                                             | Soupeř    | Skóre | Výsledek | Soutěž                 |
| --- | ------------ | --------------------------------------------------- | --------- | ----- | -------- | ---------------------- |
| 010 | 22. 5. 1949  | Stadio Artemio Franchi, Florencie, Itálie           | Rakousko  | 3:0   | 3:1      | MP 1948–1953           |
| 020 | 25. 11. 1951 | Stadio di Cornaredo, Lugano, Švýcarsko              | Švýcarsko | 1:1   | 1:1      | MP 1948–1953           |
| 030 | 24. 1. 1954  | Stadio San Siro, Milán, Itálie                      | Egypt     | 3:1   | 5:1      | Kvalifikace na MS 1954 |
| 040 | 24. 1. 1954  | Stadio San Siro, Milán, Itálie                      | Egypt     | 3:1   | 5:1      | Kvalifikace na MS 1954 |
| 05  | 17. 6. 1954  | Stade Olympique de la Pontaise, Lausanne, Švýcarsko | Švýcarsko | 1:1   | 2:1      | MS 1954                |
| 06  | 16. 1. 1955  | Stadio della Vittoria, Bari, Itálie                 | Belgie    | 1:0   | 1:0      | Přátelské utkání       |
| 07  | 18. 12. 1955 | Stadio Olimpico, Řím, Itálie                        | NSR       | 2:0   | 2:1      | Přátelské utkání       |
| 08  | 10. 12. 1960 | Stadio San Paolo, Neapol, Itálie                    | Rakousko  | 1:1   | 1:2      | Přátelské utkání       |

## Úspěchy

### Klubové

#### Národní
- vítěz italské ligy (5x)

Juventus: 1949/50, 1951/52, 1957/58, 1959/60, 1960/61
- vítěz italský pohár (2x)

Juventus: 1958/59, 1959/60

### Reprezentační
- 2× na MS (1950, 1954)
- 2× na MP (1948–1953, 1950–1960)
- 1× na OH (1952)

### Individuální
- nejlepší střelec ligy (1947/48 - 27 branek)
- člen výběru FIFA 100
- člen Italské síně slávy fotbalu (2012)

### Vyznamenání
Řád zásluh o Italskou republiku (2. 6. 1975) z podnětu Prezidenta Itálie 

 Za sportovní zásluhy (1983)

 Řád zásluh o Italskou republiku (30. 9. 1991) z podnětu Prezidenta Itálie 